# Pallerols de Rialb
Pallerols de Rialb es un población situada en el extremo noroeste del municipio noguerense de Baronía de Rialp, en la provincia de Lérida.

## Situación
Pallerols está situado en medio del Prepirineo catalán en una solana airosa al sur de la sierra del río Rialb y de las vertientes de la montaña de Sant Marc (1060 m.); se llega por la carretera de Peramola (Alto Urgel) que va a Politg y que conecta más adelante con la C-1412b (Ponts-Tremp). Para llegar a la población hay que coger un desvío hacia la derecha 8 km después de Peramola; seguidamente un tramo asfaltado nos llevará directamente a la entrada de la aldea. También se puede acceder por un camino de pista desde el población de Gavarra, en el municipio de Coll de Nargó (Alto Urgel).

## Historia
Hay noticias del lugar desde el siglo IX, por el acta de consagración de la iglesia de la Seo de Urgel; por el documento subsiguiente, que era el Capbreu de la misma iglesia catedral. El acta menciona las parroquias de Curtizda, Palierolus atque Rialbo, entre otras; en estos y demás documentos sucesivos de la iglesia de Urgel se encuentra la parroquia de Pallerols, como una de las parroquias del Rialb, aunque desligada de las otras de este municipio.
El titular, Sant Esteve (San Esteban), se encuentra en otros edificios religiosos de las cercanías desde los primeros años del siglo XI y de dicho momento es esta iglesia; según un documento de Gualter anterior al año 1100 ya era entonces titular este santo. Aunque siempre ha constado como del condado y de la iglesia de Urgel, en un document de 1033 se da a entender que el juez Miró de Bellera se había apoderado del monasterio de Santa Grata y de sus pertinencias, entre las que figuraba Pallerols; en esta fecha el arzobispo Ermengol lo recupera; según el contexto se refiere a Sant Esteve de Pallerols. La decimación beneficial de 1279 y otras posteriores indican que la aldea no dependía de ningún monasterio y estaba contabilizada dentro los listados de la iglesia de Urgel.

## Descripción

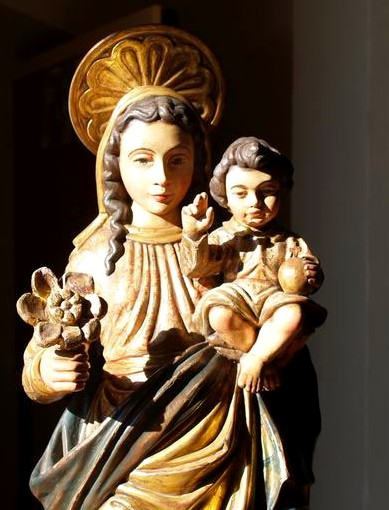
Mare de Deu del Roser de Pallerols

La población actual la forman un conjunto de casas en el propio núcleo y otras masías diseminadas. La iglesia parroquial está dedicada a San Esteban y ha sido modificada por diversas mutilaciones y ampliaciones, especialmente por el lado del mediodía. Lo que queda de la nave primitiva y un brazo de crucero con una absidiola permiten suponer que era una construcción de nave con crucero y tres ábsides.

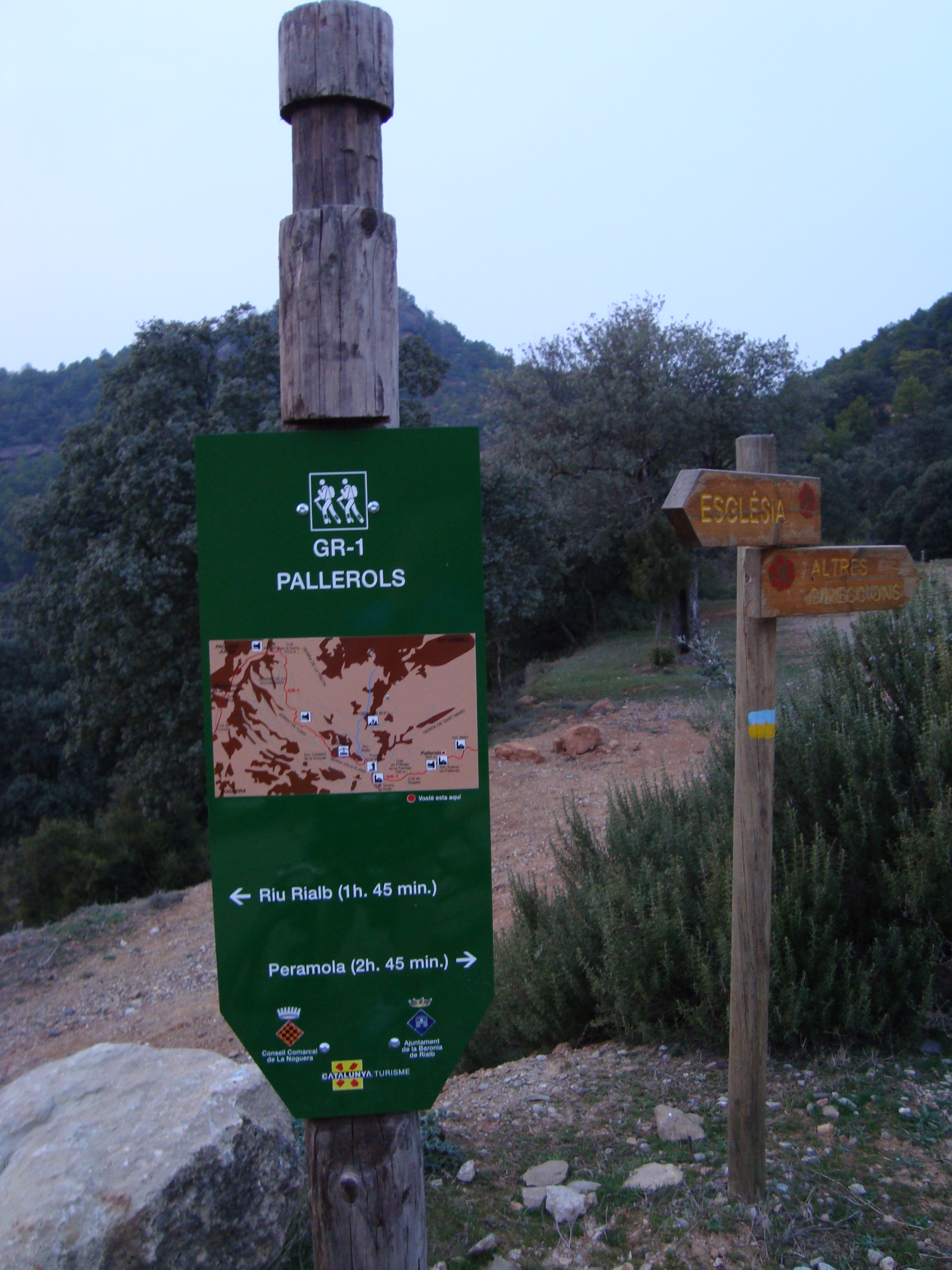
Letrero informativo del GR 1

Por otro lado, en Mas Palou hay una capilla dedicada a Sant Miquel (San Miguel), una en Mas Traguany dedicada al mismo santo y, finalmente, otra dedicada a Sant Marc (San Marcos) (s. XI) en la falda de la montaña del mismo nombre.

## Lugares de interés
- Iglesia románica de Sant Esteve de Pallerols (s. XI), donde se conserva la imagen de la Mare de Deu del Roser de Pallerols que tiene un goig (composición poética) dedicado.
- Ermitas medievales de Sant Marc de Pallerols (s. XI), Sant Miquel de Traguany, Sant Miquel de Palou y Santa Coloma de Confós (siglo XII).
- Antigua Escuela de Pallerols, edificio rehabilitado en alojamiento rural.
- Alojamientos rurales de Masía Vilardaga, Masía Ampurdanés, Palou del Riu, Masía Confós i la Pallareta del Confós.
- Casa de Santmarc; mirador espectacular desde la sierra de Sant Marc a casi mil metros de altitud.
- Camino histórico Pallerols-Andorra y Sendero de Gran Recorrido (GR 1), señalizados para la práctica del senderismo.

## Fiestas locales
- Aplec de Sant Marc: el penúltimo domingo de abril se celebra la Fiesta Mayor y romería en honor al patrón de la población.
- Trobada de la Rosa: el domingo más próximo al 22 de noviembre se celebra un encuentro en conmemoración al paso en el invierno de 1937 de San Josemaría Escrivá de Balaguer por Pallerols.

## Curiosidades
Josemaría Escrivá de Balaguer pasó y durmió dentro de la iglesia de Sant Esteve y en las cercanías de Pallerols en su trayecto hacia el Principado de Andorra por el exilio de la guerra civil española. Dicho suceso atrae muchos excursionistas, peregrinos y turistas a seguir el camino que recorrió el Santo por estos lares.